# Nacionalna futbolna divizija 1938-1939
La Nacionalna futbolna divizija 1938-1939 fu la 15ª edizione della massima serie del campionato di calcio bulgaro, conclusa con la vittoria dello Slavia Sofia, al suo quarto titolo.
Capocannoniere del torneo fu Georgi Pačedžiev (AS 23 Sofia) con 14 reti.

## Formula
Come nella stagione precedente le squadre partecipanti furono dieci e disputarono un girone di andata e ritorno per un totale di 18 partite con le ultime due retrocesse nei campionati regionali.
La federazione decise di mantenere lo Šipka Sofia in massima serie, nonostante fosse giunto penultimo, poiché vinse la Coppa di Bulgaria.
Dai play-off tra i vincenti dei gironi regionali fu quindi promossa solo una squadra.

## Squadre partecipanti
| Squadra            | Città   | Stadio | Posizione 1937-1938  |
| ------------------ | ------- | ------ | -------------------- |
| Vladislav Varna    | Varna   |        | 2°                   |
| Ticha Varna        | Varna   |        | Campione di Bulgaria |
| Levski Ruse        | Ruse    |        | 6°                   |
| Šipka Sofia        | Sofia   |        | 3°                   |
| FK 13 Sofia        | Sofia   |        | 4°                   |
| Slavia Sofia       | Sofia   |        | 5°                   |
| Levski Sofia       | Sofia   |        | 7°                   |
| Sportsclub Plovdiv | Plovdiv |        | Girone regionale     |
| Černomorec Burgas  | Burgas  |        | 8°                   |
| AS 23 Sofia        | Sofia   |        | Girone regionale     |

## Classifica finale
| Pos. | Squadra            | G  | V  | N | P  | GF | GS | Punti |
| ---- | ------------------ | -- | -- | - | -- | -- | -- | ----- |
| 1    | PFC Slavia Sofia   | 18 | 11 | 1 | 6  | 30 | 25 | 23    |
| 2    | Vladislav Varna    | 18 | 9  | 4 | 5  | 26 | 15 | 22    |
| 3    | Ticha Varna        | 18 | 9  | 4 | 5  | 18 | 18 | 22    |
| 4    | AS 23 Sofia        | 18 | 10 | 1 | 7  | 38 | 25 | 21    |
| 5    | Sportsclub Plovdiv | 18 | 8  | 4 | 6  | 28 | 21 | 20    |
| 6    | PFC Levski Sofia   | 18 | 8  | 2 | 8  | 29 | 25 | 18    |
| 7    | Levski Ruse        | 18 | 6  | 6 | 6  | 28 | 25 | 18    |
| 8    | FK 13 Sofia        | 18 | 6  | 5 | 7  | 28 | 27 | 17    |
| 9    | Šipka Sofia        | 18 | 6  | 3 | 9  | 28 | 28 | 15    |
| 10   | Černomorec Burgas  | 18 | 0  | 4 | 14 | 17 | 61 | 4     |